# Simbu
Chimbu ou Simbu est une province de la Papouasie-Nouvelle-Guinée appartenant à la région des Hautes-Terres. D'une superficie de 6 100 km2, elle comprenait une population de 403 772 habitants selon le recensement de 2011. 
Simbu est divisé en six districts : Kerowagi, Kundiawa-Gembogl, Sinesine-Yongomugl, Chuave, Gumine et Karimui-Nomane. Sa capitale est Kundiawa.

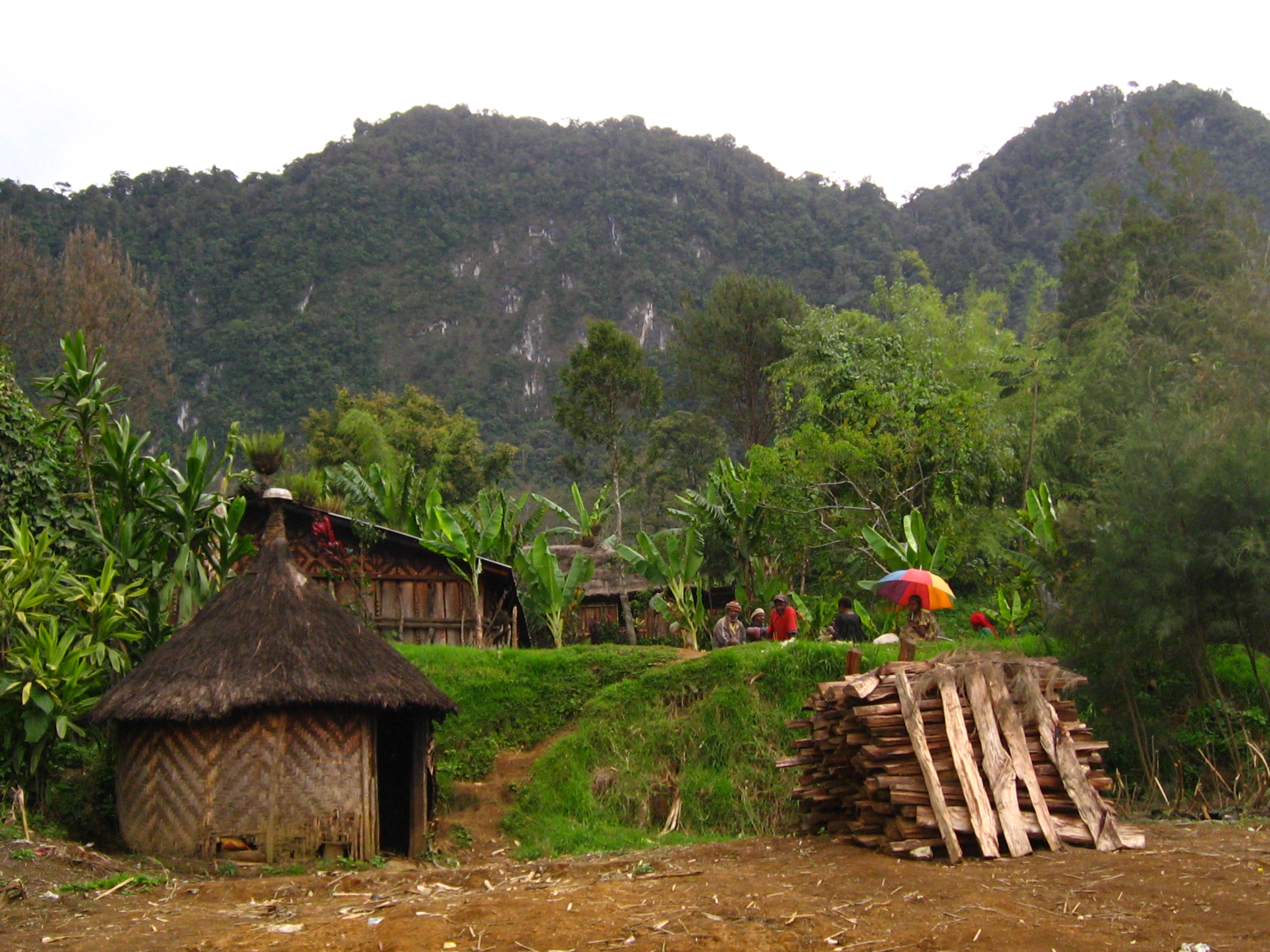

C'est une région montagneuse avec peu de ressources naturelles. Le Mont Wilhelm, point culminant de la Papouasie-Nouvelle-Guinée (4509m), se situe à sa frontière.
Toutefois, Simbu se trouve être un important pôle universitaire du pays.